# جوسلین دوکلوکس
جوسلین دوکلوکس (انگلیسی: Jocelyn Ducloux؛ زادهٔ ۲۲ اوت ۱۹۷۴) بازیکن فوتبال اهل فرانسه است.